# ハリー・ロウ (1886年8月生のサッカー選手)
ハリー・ロウ（Harry Lowe）こと、ホーレス・ロウ（Horace Lowe、1886年8月10日 - 1967年7月15日、カムデン・タウン)は、イギリスのイングランドのチェシャー州ノースウィッチ出身の元サッカー選手・指導者。ポジションはセンターハーフで、古くは2-3-5のセントラルMF・1930年代以降のセンターバックに相当。リーガ・エスパニョーラのレアル・ソシエダの監督を5年間務め、その任期中に48歳226日で現役復帰し同国1部リーグの史上最年長出場記録を作った。

## 経歴

### 現役時代
ロウは地元のノースウィッチ・ヴィクトリアFCでキャリアを始め、ブライトン・アンド・ホーヴ・アルビオンFCへ1913年に加入した。1914年にはトッテナム・ホットスパーFCへ移籍。13年間も在籍したが、公式戦出場は72試合だった。フラムとベックナム・タウンに在籍し、現役を引退した。

### 指導者時代
引退後はリーガ・エスパニョーラのレアル・ソシエダ監督に就任。1930年から1935年まで5シーズンの長きにわたり指揮を執った。就任1年目の1930-1931年シーズンは最終節までアスレティック・ビルバオ、ラシン・サンタンデールと熾烈な優勝争いを演じたが、僅差で3位に終わった。なお、これは1979-80年シーズンに更新されるまでクラブの過去最高成績であった。
その後は徐々に成績が停滞し、1934-35年シーズンは開幕から下位に低迷して11位に終わりセグンダ・ディビシオン自動降格が決定。ロウ監督は解任された。その後1935-36年シーズンからはエスパニョールの監督に就任し二人のイングランド人選手を補強したが、チームは低迷。リーグ前半戦途中で解任された。

## 48歳226日でプリメーラの試合に出場
1935年3月24日、ロウ監督のドノスティアFC(当時のレアル・ソシエダの名称)は財政難のために、バレンシア戦への遠征に11人しか選手を連れていけない事があった。うち一人が体調を崩し11人で試合に臨めない恐れが出てきた。メスタージャの控え室でロウ監督は健康体の10人をピッチに送り出した後に自らスパイクを履き、現役時代の本職と違うフォワードの位置で90分フル出場、1アシストも決めたという。
同日付のムンド・デポルティーボ紙の速報(7-1でバレンシア勝利)の一番下に両軍のメンバーが書かれており、拡大すればドノスティアの11人中に「Mr.Lowe」の名が確認できる。これは「48歳226日」でプリメーラ・ディビシオン出場という事になり、リカルド・ロペス・フェリペが現役ラストマッチとなった2012-2013年シーズン第38節、レアル・マドリード対CAオサスナ戦で記録した「41歳154日」という記録を大幅に超えている。